# Torgny Lindgren

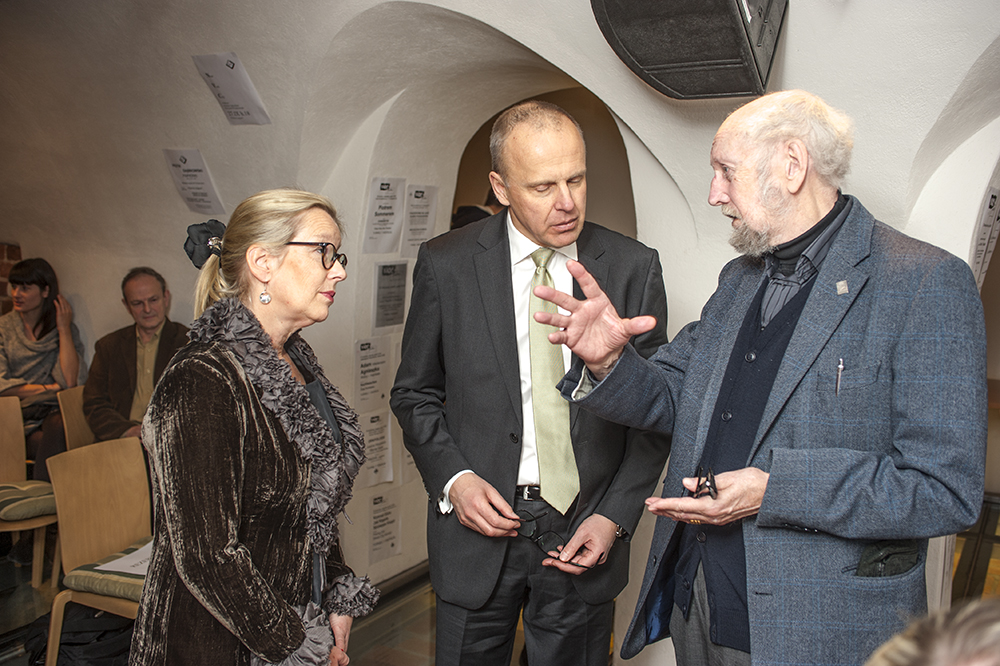
Torgny Lindgren (po prawej) w rozmowie z ambasadorem Królestwa Szwecji w Polsce w czasie spotkania promocyjnego w Warszawie - październik 2012

Gustav Torgny Lindgren (ur. 16 czerwca 1938 w Raggsjö, zm. 16 marca 2017 w Rimforsa) – szwedzki pisarz.
Pochodził z położonej daleko na północy Szwecji prowincji Västerbotten, która stanowi tło dla większości jego dzieł. Karierę pisarską rozpoczął w 1965, ale rozgłos przyniosła mu dopiero powieść Droga wężowa na skale (Ormens väg på hälleberget), wydana w 1982. Opowieść ta została cztery lata później sfilmowana przez Bo Widerberga (w Polsce film był wyświetlany jako Droga węża na skale). Jego książki przełożono na ponad trzydzieści języków, dzięki czemu uważany był za jednego z najbardziej znanych współczesnych pisarzy szwedzkich na świecie. W 1980 przeszedł konwersję na katolicyzm. Od 1991 członek Akademii Szwedzkiej.
W Polsce ukazały się jego książki:
- Droga wężowa na skale (przekład Halina Thylwe)
- Batszeba (przekład Halina Thylwe)
- Miód trzmieli (przekład Dawid Jabłoński)

## Literatura
- Leszek Engelking, Jaki jest Bóg [recenzja książki Torgny Lindgrena Batszeba]. “Ex Libris” 1994, nr 47